# Kobrat
El Lapuan Korikobrat es un equipo de baloncesto finlandés con sede en la ciudad de Lapua, que compite en la Korisliiga. Disputa sus partidos en el Lapuan Urheilutalo, con capacidad para 1000 espectadores.

## Posiciones en Liga
- 2003 (1-2 Div)
- 2004 (11-1 Div)
- 2005 (3-1 Div)
- 2006 (12-1 Div)
- 2007 (6-1 Div)
- 2008 (2-1 Div)
- 2009 (1-1 Div)
- 2010 (2)
- 2011 (4-1 Div)
- 2012 (3-1 Div)
- 2013 (10-Korisliiga)
- 2014 (10)
- 2015 (9)

## Palmarés
- Subcampeón 1st Division (2 División): 2010, 2011, 2012

## Jugadores destacados
| - Samuel Haanpää - Pekka Jurvanen - Petter Lahtinen - Cedric Latimer - Juho Lehtonen - Juho Nenonen - Ville Turja - Givi Bakradze - Baboucarr Bojang - Pierre Jallow - Henry Umoru - Lamine Barry - Walter Baxley - Alfred Bell - Chris Braswell | - Kyle Carhart - Paul Carter - Dominique Coleman - Chris Commons - Derrick Crayton - Cole Dickerson - Trent Eager - Graham Edwards - Kyle Fogg - Trae Golden - Trey Guidry - Rob Haynes - Bryan Holmes - Frank Holmes - Erik Hood | - Emmanuel Jackson - Cory Johnson - Lawrence Kinnard - Marcus Kitts - Stephen Lumpkins - Antonio McMillion - Bryant Nash - Derick Nelson - Jesse Perry - Brent Ragsdale - Casey Reed - Brad Reese - D.J.Richardson - Austen Rowland - Troy Sledge | - Dorian Smith - John Smith - Tyrwone Smith - Kyle Swanston - Dwight Tolbert - Benny Valentine - Eric Williams - Marko Piplovic - Stephen Whitehead - Ognjen Kuzmić - Jeff Bonds - LaTrice Little - Pete Sears - Trey Hampton |